# Wong Kit Ieng
Wong Kit Ieng (chinesisch 黃潔瑩, Pinyin Huáng Jiéyíng; * 24. Oktober 1996) ist eine Badmintonspielerin aus Macau. 

## Karriere
Wong Kit Ieng nahm 2013 und 2014 sowohl an den Badminton-Weltmeisterschaften als auch an den Badminton-Asienmeisterschaften der Junioren teil. 2014 startete sie bei den Erwachsenen bei den Asienspielen, wobei sie in allen vier möglichen Disziplinen antrat. Als beste Platzierung verzeichnete sie dabei Achtelfinalteilnahmen mit der Mannschaft und im Doppel.